# غوين هايمان روبيو
غوين هايمان روبيو (بالإنجليزية: Gwyn Hyman Rubio)‏ (7 أغسطس 1949، ماكون في الولايات المتحدة)؛ روائية أمريكية. درست في جامعة ولاية فلوريدا.